# Isrenna
Die Isrenna (norwegisch für Eisrinne) ist eine 3 km lange Eisrinne im Nordosten der antarktischen Peter-I.-Insel. Im östlichen Abschnitt des Storfallet liegt sie zwischen dem Austryggen und dem Midtryggen.
Wissenschaftler des Norwegischen Polarinstituts benannten sie 1987.